# بووفرت (کارولینای جنوبی)
بووفرت(به انگلیسی: Beaufort) شهری در ایالت کارولینای جنوبی کشور ایالات متحده آمریکا است که جمعیت آن در سرشماری سال ۲۰۱۰ میلادی، ۱۲٬۳۶۱ نفر بوده‌است.